# Perfect Strangers (album)

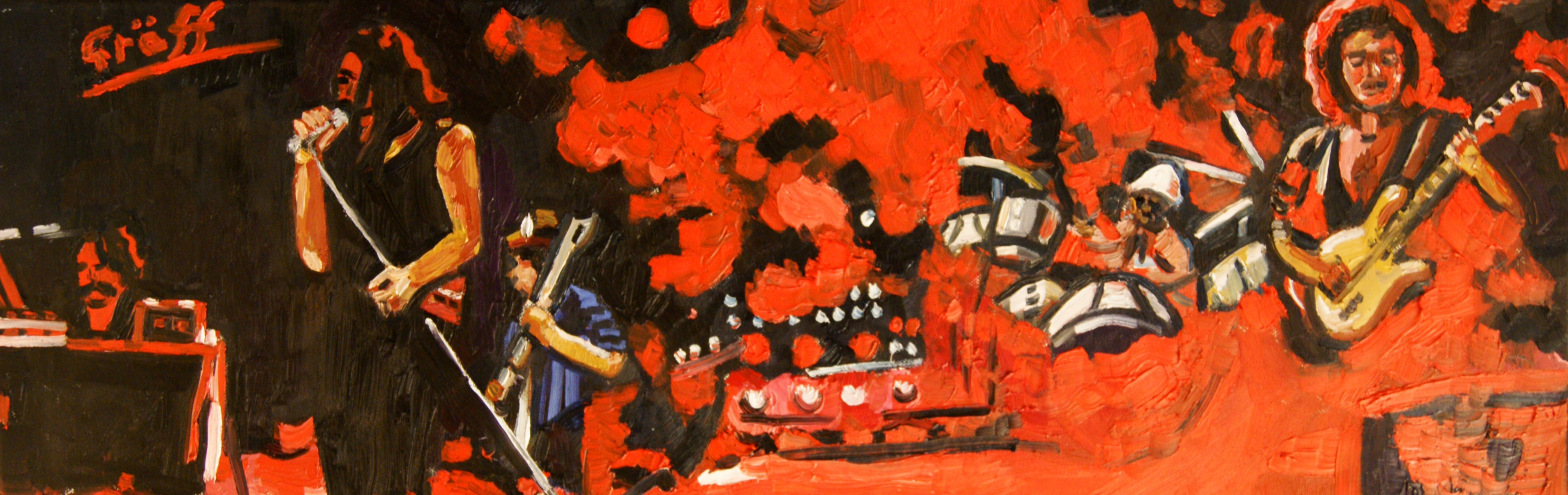
"Deep Purple, Perfect Strangers Reunion 27. 11. 1984, Perth", geschilderd door Matthias Laurenz Gräff

Perfect Strangers is het elfde studioalbum van de Engelse rockband Deep Purple. Het werd in oktober 1984 uitgebracht.

## Tracklist
Alle muziek en teksten zijn geschreven door Ritchie Blackmore, Ian Gillan en Roger Glover, tenzij anders aangegeven. 
| Nr. | Titel                      | Duur |
| --- | -------------------------- | ---- |
| 1.  | Knocking at Your Back Door | 7:00 |
| 2.  | Under the Gun              | 4:35 |
| 3.  | Nobody's Home              | 3:55 |
| 4.  | Mean Streak                | 4:20 |

| Nr. | Titel             | Duur |
| --- | ----------------- | ---- |
| 5.  | Perfect Strangers | 5:23 |
| 6.  | Gypsy's Kiss      | 4:40 |
| 7.  | Wasted Sunsets    | 3:55 |
| 8.  | Hungry Daze       | 4:44 |

| Nr. | Titel           | Duur |
| --- | --------------- | ---- |
| 9.  | Not Responsible | 4:36 |

Ian Paice · Roger Glover · Ian Gillan · Steve Morse · Don Airey

Jon Lord † · Ritchie Blackmore · Rod Evans · Nick Simper · David Coverdale · Glenn Hughes · Tommy Bolin † · Joe Lynn Turner · Joe Satriani